# Popovo, Bulgaria
Popovo (bulgară Попово) este un oraș în estul Bulgariei, parte a Regiunii Târgoviște.

## Orașe înfrățit
- Arzamas, Regiunea Nijni Novgorod, Rusia
- Câmpulung, România
- Lüleburgaz, Turcia
- Negotino, Republica Macedonia
- Zaraisk, Regiunea Moscova, Rusia

## Galerie

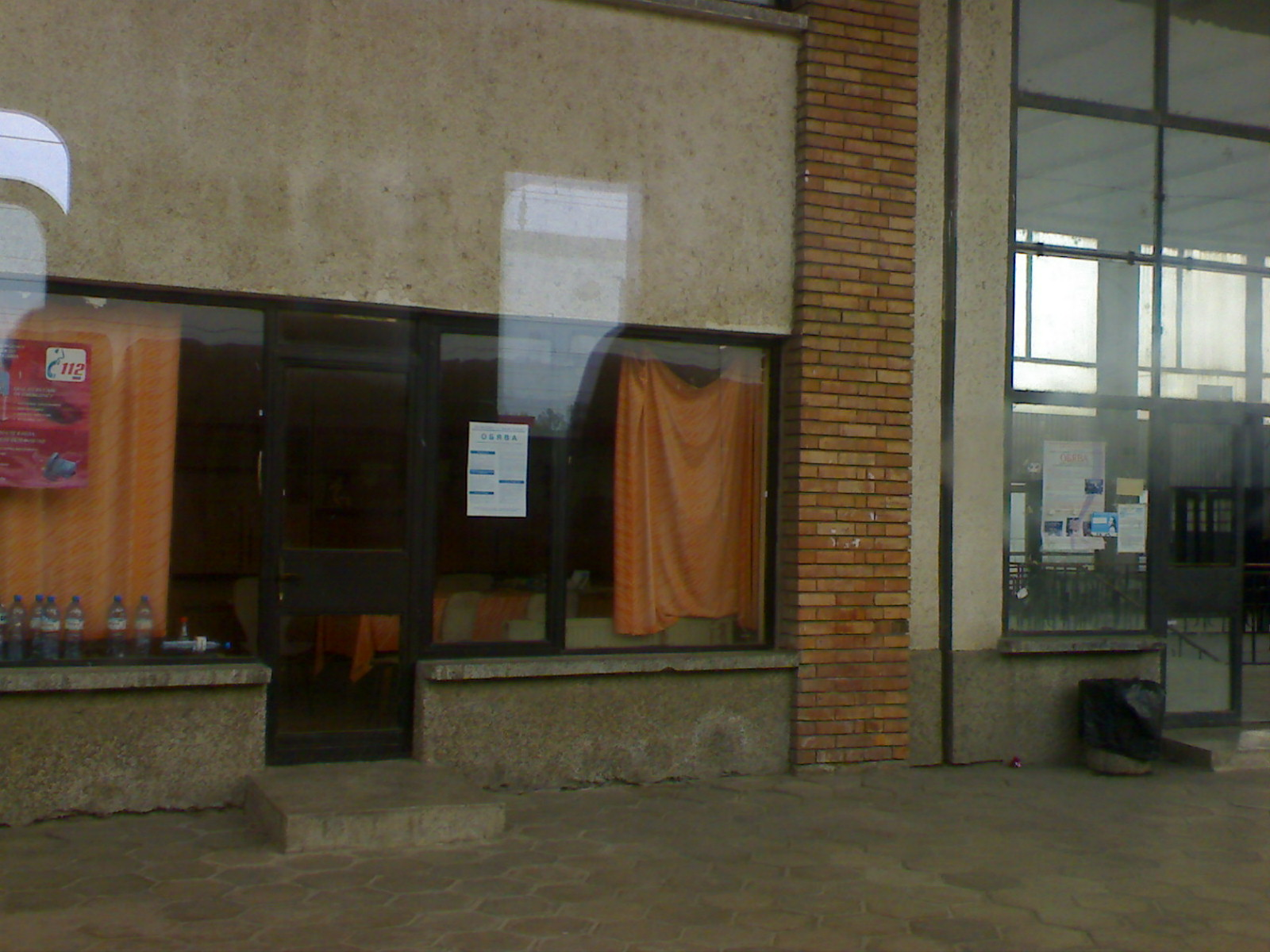
Gara din Popovo

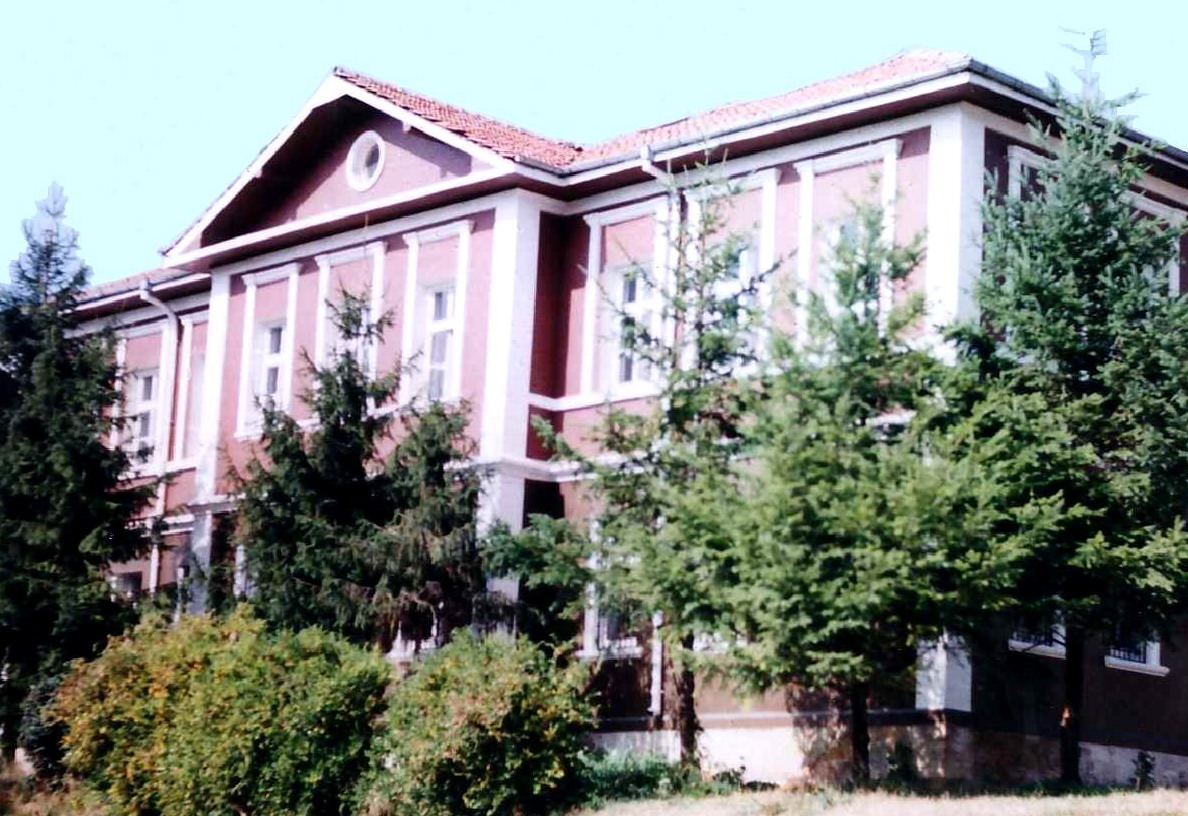
Muzeul local
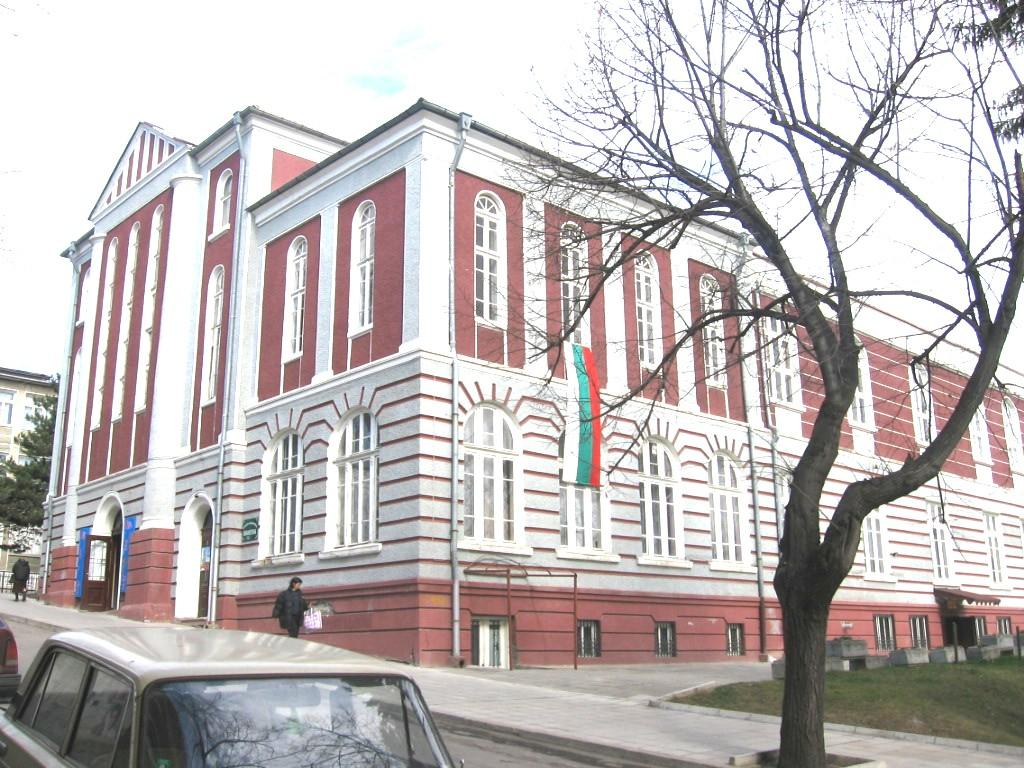
Centrul de comunitate (chitalishte)
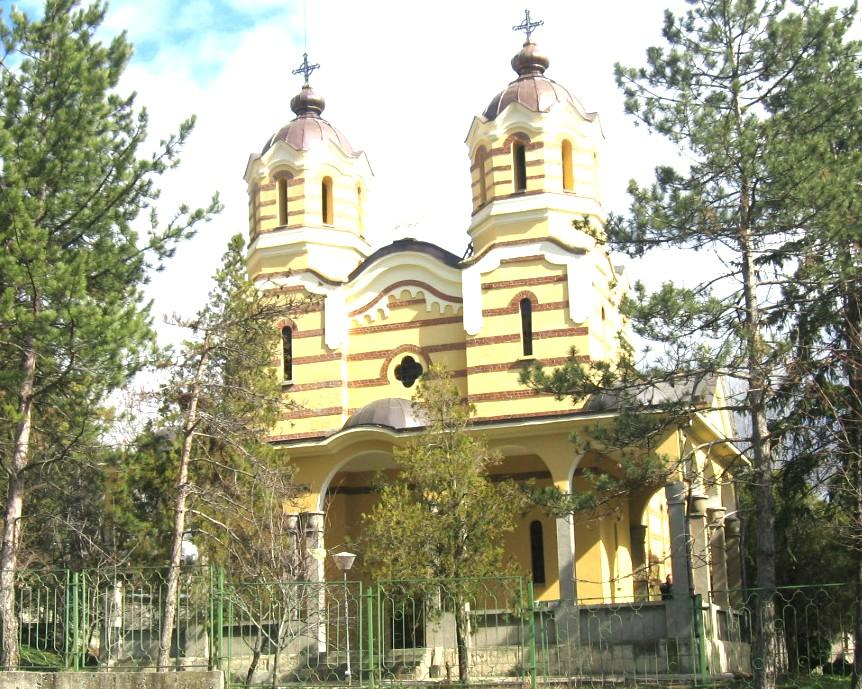
Biserica Adormirea Maicii Domnului

## Demografie
Componența etnică a orașului Popovo
     Turci (9,02%)
     Bulgari (78,46%)
     Nicio identificare (12,06%)
     Altele (0,92%)
La recensământul din 2011, populația orașului Popovo era de 15.648 locuitori. Din punct de vedere etnic, majoritatea locuitorilor (78,46%) erau bulgari, cu o minoritate de turci (9,02%). Pentru 12,06% din locuitori nu este cunoscută apartenența etnică.